# Vaccinium decumbens
Vaccinium decumbens är en ljungväxtart som beskrevs av J. J. Smith. Vaccinium decumbens ingår i Blåbärssläktet, och familjen ljungväxter. Inga underarter finns listade i Catalogue of Life.